# Ла-15
Ла-15 (Fantail (с англ. — «веерохвостка») по классификации НАТО, первоначально Type 21) — советский реактивный истребитель. Создан ОКБ-301 под руководством С. А. Лавочкина. Первый полёт прототипа «174» выполнен в январе 1948 года. Выпущено 235 серийных машин, находившихся на вооружении ВВС и ПВО с 1949 по 1954 год.

## История создания
Уже после сообщения о возможности приобретения британских ТРД «Нин» и «Дервент» в ОКБ-301 под руководством С. А. Лавочкина были развёрнуты работы по созданию истребителей под них. Первый из них, реданный «174ТК», должен был оснащаться ТРД «Дервент V» и являлся опытной машиной, второй, более прогрессивной схемы «168», с более мощным ТРД «Нин» и стреловидным крылом, проектировался с перспективой принятия на вооружение. Но в связи с тем, что первым в СССР прибыл «Дервент», Лавочкин принял решение — не забрасывая проект самолёта «168», начать разработку аналогичного самолёта под «Дервент V» под обозначением «174». Конструирование истребителей «168» и «174» проходило в отсутствие силовой установки, на основе технической документации к британским двигателям.
Закупка британских ТРД способствовало резкому ускорению работ в области советского двигателе- и самолетостроения. Самолетостроительные ОКБ получили задание на разработку второго поколения фронтовых истребителей под эти двигатели. Согласно заданиям, утвержденным правительством истребители должны были иметь: максимальные скорости 1000-1020 км/ч, потолок 13000 м, дальность полета до 1600 км.

### Прототип «174»
От самолёта «168» самолёт «174» отличался только силовой установкой и изменениями, связанными с её заменой. Самым важным было некоторое снижение веса. В остальном «174» представлял собой такой же высокоплан с крылом стреловидностью 37°20’ и обратным поперечным V = −4,5°. Шасси было трёхопорным, и задние стойки из-за высокого расположения крыла убирались в фюзеляж. Задние стойки располагались очень близко друг к другу, и для повышения устойчивости самолёта на стоянке и рулёжках в выпущенном положении стойки оказывались под углом к фюзеляжу, что позволяло как можно дальше разнести колёса. Хвостовое оперение было крестообразным, с высоким расположением на киле стреловидного горизонтального оперения. В хвостовой части фюзеляжа располагались воздушные тормоза. Кабина самолёта была герметичной, что дало возможность поднять потолок. Бронирование кабины включало в себя переднюю бронеплиту толщиной 6 мм, заднюю бронеплиту толщиной 8 мм и бронестекло толщиной 150 мм.
Самолёт «174» был вооружен тремя новыми 23-мм пушками НР-23 с боезапасом по 100 патронов на каждую. Новым был и прицел АСП-1Н, являвшийся копией английского Mk.IID. Несмотря на значительные габариты, АСП-1Н существенно превосходил по характеристикам ПКИ-1 — к примеру, прицельная дальность нового прицела составляла 800 метров против 400 метров у ПКИ-1.

### Испытания

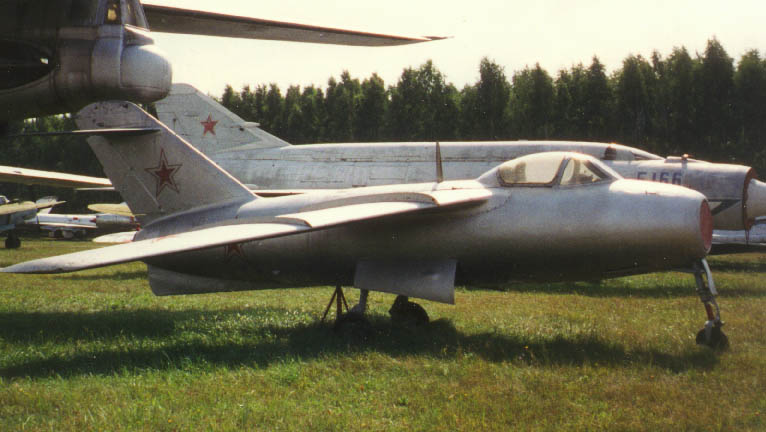
Ла-15 в Монино

Разработка истребителя «174» прошла очень быстро и завершилась к декабрю 1947 года. 31 декабря самолёт перевезли в ЛИИ. Первый полёт на истребителе «174» совершил лётчик-испытатель И. Е. Фёдоров 8 января 1948 года. Практически сразу обнаружилась сильная тряска самолёта, и в 44-м полёте самолёт из-за неё был потерян. Фёдорову удалось спастись, выпрыгнув из неуправляемого самолёта.
Тряску устранили на втором опытном «174Д» (Дублёр), увеличив жёсткость стабилизатора. После семи полётов на дублёре программа заводских испытаний была завершена. Кроме этого, на самолёт установили гидравлические бустеры в системе управления элеронами, изменили фонарь кабины, увеличили площадь подфюзеляжного киля, изменили поперечное V крыла, аэродинамическую компенсацию руля поворота и лафеты пушек.
С 1 августа по 25 сентября прошли государственные испытания, проведенные инженером В. Г. Чернявским и лётчиком-испытателем А. Г. Кочетковым. Также в полётах принимали участие пилоты П. М. Стефановский, А. Г. Прошаков, В. Г. Хомяков, И. М. Дзюба, А. Г. Терентьев, В. П. Трофимов и Л. М. Кувшинов.
В заключении по результатам государственных испытаний самолёта «174Д» были отмечены следующие факты:
- Самолёт уступал Як-25 (первому с таким обозначением) с аналогичным двигателем в максимальной скорости на 50 км/ч у земли, но на высоте в 3000 метров превосходил его на 68 км/ч.
- Дальность полёта была больше на 71 км, однако по времени виража, скороподъёмности, потолку и взлётно-посадочным характеристикам «174Д» уступал «Яку».
- Истребитель по технике пилотирования был доступен лётчикам средней квалификации, но при выполнении восходящих фигур требовал повышенного внимания.
- По горизонтальной манёвренности, характеристикам разгона и торможения «174Д» превосходил своего основного конкурента МиГ-15.
- Истребитель превосходил винтовые самолёты по скорости, однако вступать с ними в манёвренный бой на горизонталях не рекомендовалось.

После устранения выявленных в ходе испытаний дефектов в декабре 1948 года истребитель «174Д» был предъявлен на контрольные госиспытания. По требованию ГК НИИ ВВС на самолёте был установлен новый фонарь выпуклой формы, с улучшенным обзором из кабины, установлена новая мачта антенны для увеличения дальности радиосвязи, а также усовершенствована топливная система для питания двигателя горючим при отрицательных перегрузках.

## Конструкция[1]
Цельнометаллический моноплан с высокорасположенным стреловидным крылом.
- Крыло - состояло из центроплана и двух отъёмных частей. Механизация крыла состояла из щитков-закрылков, отклонявшихся при взлете на 20 град, а при посадке на 58 град.
- Фюзеляж - полумонокок, состоял из носовой и хвостовой частей. В носовой части располагалась герметическая кабина летчика. Летчик сидел на парашюте, уложенном в чашку сидения катапультируемого кресла с бронезаголовником.
- Хвостовое оперение - состоит из киля с рулем направления и стабилизатора с рулями высоты. Киль съёмный с законцовкой. Руль направления имел аэродинамическую и весовую компенсацию. Стабилизатор стреловидный, переставной на земле и установлен над килем. Рули высоты с аэродинамической и весовой компенсацией. Для снижения усилий на рулях высоты имелись триммеры с электродистанционным управлением из кабины пилота.
- Шасси - трёхколёсное с передней опорой. Шасси в полете убираемое.
- Силовая установка - турбореактивный двигатель РД-500 с центробежным компрессором. Топливо (керосин) размещалось в четырех баках, расположенных в фюзеляже, общим объемом 1100 л. Предусматривалась подвеска дополнительного топливного бака под фюзеляжем.
- Оборудование - радиоприемник и передатчик, радиополукомпас, аппаратура распознавания "свой-чужой", кислородный прибор, аэрофотоаппарат и стандартный набор пилотажно-навигационных и контролирующих приборов.
- Вооружение - три пушки калибра 23 мм с общим боезапасом 300 снарядов. Результаты стрельбы контролировались фотопулеметом.

## Варианты

### Ла-15УТИ (Ла-180)
На базе двух серийных Ла-15 опытный завод № 301 изготовил два учебно-тренировочных истребителя «180». За счёт уменьшения объёма топливных баков была увеличена кабина, в которой разместили дополнительное место для инструктора. Масса пустого самолёта несколько возросла по сравнению с Ла-15. Пушечное вооружение заменили на пулемёт УБК калибра 12,7 мм с боезапасом в 100 патронов и подвесным контейнером для гильз.
Первая машина была изготовлена в августе 1949 года, а уже в сентябре лётчики-испытатели ОКБ-301 А. Ф. Козырев и В. Г. Давыдов приступили к испытаниям. Самолёт сохранил взлётно-посадочные и пилотажные характеристики истребителя, однако скорость и дальность полёта несколько уменьшились. После испытаний обе спарки передали в строевые части. Иногда упоминается, что в строю самолёты обозначались Ла-15УТИ, однако было ли присвоено это обозначение самолёту официально – неизвестно. После сворачивания серийного производства Ла-15 необходимость в его учебно-тренировочном варианте отпала и самолёт «180» в серию не пошёл.

### Ла-15 летающая лаборатория
Серийный Ла-15 № 52210415 с дренированными консолями крыла и хвостового оперения. Был предназначен для изучения распределения давления на крыло и горизонтальное хвостовое оперение. 17 апреля 1950 года с самолётом прервалась связь и он врезался в землю. Лётчик-испытатель А. М. Омежкин погиб.

### Ла-15 с велосипедным шасси
В 1950 году на серийном Ла-15 № 52210321 заменили штатное шасси на шасси велосипедного типа, предназначавшееся для перспективного перехватчика «190». Испытания проводили лётчики-испытатели А. Г Кочетков и А. В. Давыдов. 12 апреля на взлёте самолёт потерпел аварию. После того как лётчик убрал крыльевые опоры, возник крен, с которым он не смог справиться. При попытке прекратить взлёт, после касания ВПП, подломилась носовая опора шасси и Ла-15 врезался в стоявший на аэродроме Ту-2.

### «174»
Проект истребителя с подвижными пушками.

## Серийное производство
В августе 1948 года истребитель «174Д» был принят на вооружение под обозначением Ла-15, затем на основании приказа МАП от 14 сентября 1948 года на заводах № 21 и № 292 началась подготовка к серийному выпуску Ла-15.
15 сентября завод № 21 в Горьком получил от ОКБ-301 конструктивные чертежи опытного самолёта, но с внедрением в серию возникли задержки и трудности. Их причинами были трудоёмкость и нетехнологичность конструкции Ла-15. Её лёгкость была куплена ценой очень большого объёма механических работ по фрезерованию, строганию и другим сложным технологическим операциям. Много профилей переменного сечения надо было изготовить из целых брусков, узлы были слишком сложны для серийного производства и так далее. Производство предусматривало значительное снижение трудоёмкости изготовления отдельных узлов и агрегатов.
Только за первый квартал 1949 года было внесено более 300 изменений, конструктивно было переработано 85 узлов, что позволило снизить трудоёмкость самолёта на 1200 часов и устранить многие недостатки. При доводке конструкции масса пустого самолета увеличилась на 142 кг, и лётные качества немного снизились. Сборка первых Ла-15 пришлась на декабрь 1948 года – январь 1949 года. Первые пять серийных истребителей были переданы на заводские испытания, в ходе которых были обнаружены и устранены дефекты шасси – трещины узлов навески стоек и разрушение пневматиков. В апреле 1949 года первый Ла-15 собрал Саратовский авиационный завод.
В 1949 году начался серийный выпуск Ла-15. Горьковский завод № 21 построил 189, а Саратовский завод № 292 – 46 истребителей из планировавшихся 650. Выпуск был остановлен решением от 14 мая 1949 года об унификации истребительного парка ВВС СССР, в связи с чем в серии был оставлен только МиГ-15, а выпуск Ла-15 и Як-23 прекращён.

## Эксплуатация

### Войсковые испытания
Принятые в марте 20 истребителей Ла-15 первой и второй серий были отправлены в 196-й истребительный авиаполк, базировавшийся в Кубинке. Там 19 мая 1949 года начались войсковые испытания пяти машин (№ 52210116, 52210206, 52210207, 52210210, 52210216). В испытания участвовали командир полка А. П. Шишкин, его заместитель Е. Г. Пепеляев, командир звена Н. Б. Кочетков, лётчики-испытатели А. Г. Кочетков, Ю. А. Антипов (НИИ ВВС) и С. П. Айрапетов (завод № 21).
Из недостатков испытателями были отмечены ненадёжная работа гидроусилителей и двигателей РД-500.

### В строевых частях
В 1949 году самолёт начал поступать в строевые части ВВС и истребительной авиации ПВО. В ходе освоения новых истребителей произошло несколько катастроф, включая ту, в которой погиб полковник А. П. Шишкин. С этим эпизодом связывают снятие Ла-15 с серийного производства, однако данная версия скорее из области слухов и домыслов.
В 1950 году катастрофы продолжились, разбилось несколько истребителей, погибли лётчики. За достаточно короткий период с Ла-15 случилось довольно много происшествий, однако не больше, чем с его конкурентом МиГ-15, но выбор ВВС всё же остановился на последнем истребителе, и производство Ла-15 было свёрнуто.
Уже в 1953 году Ла-15 начали снимать с вооружения, а в следующем году вывод истребителей из эксплуатации был завершён. После списания с Ла-15 снимали двигатели для их использования на самолётах-снарядах КС-1 «Комета», а сами самолёты отправлялись на ядерные полигоны, где их использовали в качестве мишеней.

## Тактико-технические характеристики
Приведены данные серийного Ла-15 завода № 21.
Источник данных: Gordon, 2007, p. 62, 42.

Технические характеристики
- Экипаж: 1 пилот
- Длина: 9,563 м
  - длина фюзеляжа: 8,235 м
- Размах крыла: 8,83 м
- Высота: 3,8 м
- Площадь крыла: 16,167 м²
- Коэффициент удлинения крыла: 4,82
- Коэффициент сужения крыла: 1,5
- Угол стреловидности по линии 1/4 хорд: 37° 20'
- Средняя аэродинамическая хорда: 1,862 м
- Профиль крыла: ЦАГИ 10035М — корень крыла, ЦАГИ 12035М — середина, ЦАГИ П2-2М — законцовка
- База шасси: 4,21 м
- Колея шасси: 1,7 м
- Масса пустого: 2575 кг
- Масса снаряжённого: 2950 кг
- Нормальная взлётная масса: 3850 кг
- Масса топлива во внутренних баках: 900 кг
- Объём топливных баков: 1060 л
- Силовая установка: 1 × ТРД РД-500
- Тяга: 1 × 15,6 кН (1590 кгс)

Лётные характеристики
- Максимальная скорость:  
  - у земли: 900 км/ч
  - на высоте: 1026 км/ч на 3000 м
- Практическая дальность: 1170 км
- Продолжительность полёта: 1 ч 59 мин
- Практический потолок: 13 500 м
- Скороподъёмность: 31,7 м/с
- Время набора высоты:
  - 5000 м за 3,1 мин
  - 10000 м за 9,0 мин
- Нагрузка на крыло: 238 кг/м²
- Тяговооружённость: 0,417
- Длина разбега: 1270 м
- Длина пробега: 1280 м

Вооружение
- Стрелково-пушечное: 3 × 23 мм пушки НР-23 с 100 снарядами на ствол

## Сохранившиеся экземпляры
- Россия, Монино, Центральный музей Военно-воздушных сил РФ.

## В компьютерных видеоиграх
- «World of Warplanes»
- «War Thunder»[2 1]